# Маса и Коциле
 За други населени места Маса вижте Маса (пояснение).  
Ма̀са и Коцѝле (на италиански: Massa e Cozzile) е община в Централна Италия, провинция Пистоя, регион Тоскана. Административен център на общината е градче Маса (Massa), което е разположено на 223 m надморска височина. Населението на общината е 7925 души (към 2018 г.).